# سنت ژان دو نیوست
سنت ژان دو نیوست (به فرانسوی: Saint-Jean-de-Niost) یک کمون (فرانسه) در فرانسه است که در ان (اوورنی-رون-آلپ) واقع شده‌است. سنت ژان دو نیوست ۱۴٫۱۹ کیلومتر مربع مساحت دارد ۲۲۰ متر بالاتر از سطح دریا واقع شده‌است.